# Striano
Striano es un municipio italiano localizado en la ciudad metropolitana de Nápoles, región de Campania. Cuenta con 8.371 habitantes en 7,65 km².
Limita con los municipios de Palma Campania y Poggiomarino y San Giuseppe Vesuviano, en la ciudad metropolitana de Nápoles, y con San Valentino Torio y Sarno, en la provincia de Salerno.
Es famoso por su Carnaval, con un desfile de carros alegóricos.

## Evolución demográfica
| Gráfica de evolución demográfica de Striano entre 1861 y 2011 |
|                                                               |
| Fuente ISTAT - elaboración gráfica de Wikipedia               |